# Sergueï Lazo (film)
Pour plus de détails, voir Fiche technique et Distribution.
Sergueï Lazo (Сергей Лазо) est un film biographique soviétique réalisé par Alexandre Gordon et sorti en 1968.

## Synopsis
Le film traite de la vie et de l'activité du héros de la guerre civile Sergueï Lazo, commandant militaire et homme d'État soviétique. Il a pris une part active à l'établissement du pouvoir soviétique en Sibérie et en Extrême-Orient. Il participe à la guerre civile, chef des forces de guérilla en Extrême-Orient russe dans la lutte contre les envahisseurs japonais.

## Fiche technique
- Titre français : Sergueï Lazo[1] ou Serge Lazo[2] ou Conjuration à Vladivostok
- Titre original russe : Сергей Лазо
- Réalisateur : Alexandre Gordon
- Scénario : Gueorgue Malartchouk, Andreï Tarkovski
- Photographie : Vadim Yakovlev (ru)
- Décors : Stanislav Boulgakov
- Société de production : Moldova Film
- Pays de production :  Union soviétique
- Langue de tournage : russe
- Format : Noir et blanc - Son mono
- Durée : 81 minutes
- Genre : Film biographique, film de guerre
- Dates de sortie :
  - Union soviétique : 26 février 1968

## Distribution
- Regimantas Adomaitis : Lazo
- Alexandra Zavialova (ru) : Olga
- Zinaïda Slavina : Anna
- Vsevolod Yakout (ru) : Pavel Milkovan
- Ion Ungureanu (ru) : Komarovski